# Briefmarken-Jahrgang 1982 der Deutschen Bundespost
Der Briefmarken-Jahrgang 1982 der Deutschen Bundespost umfasste 34 Sondermarken, fünf dieser Marken waren nur als Briefmarkenblock erhältlich, dazu kamen zehn Dauermarken der Serien Burgen und Schlösser und Industrie und Technik. Zum 1. Juli 1982 wurden die Portogebühren angehoben, z. B. der Standardbrief von 60 auf 80 Pfennig, so dass vermehrt 80-Pf-Werte herausgegeben wurden.
Alle seit dem 1. Januar 1969 ausgegebenen Briefmarken waren unbeschränkt frankaturgültig, es gab kein Ablaufdatum wie in den vorhergehenden Jahren mehr. Durch die Einführung des Euro als europäische Gemeinschaftswährung zum 1. Januar 2002 wurde diese Regelung hinfällig. Die Briefmarken dieses Jahrganges konnten allerdings bis zum 30. Juni 2002 genutzt werden. Ein Umtausch war noch bis zum 30. September in den Filialen der Deutschen Post möglich, danach bis zum 30. Juni 2003 zentral in der Niederlassung Philatelie der Deutschen Post AG in Frankfurt.

## Liste der Ausgaben und Motive
Legende
- Bild: Eine bearbeitete Abbildung der genannten Marke. Das Verhältnis der Größe der Briefmarken zueinander ist in diesem Artikel annähernd maßstabsgerecht dargestellt. Sollten keine Marken abgebildet sein, liegt es daran, dass das Urheberrecht des Künstlers noch nicht erloschen ist.
- Beschreibung: Eine Kurzbeschreibung des Motivs und/oder des Ausgabegrundes. Bei ausgegebenen Serien oder Blocks werden die zusammengehörigen Beschreibungen mit einer Markierung versehen eingerückt.
- Wert: Der Frankaturwert der einzelnen Marke in Pfennig. Ein „+“ bedeutet, dass es sich um eine Zuschlagsmarke handelt (= Frankaturwert + Spende).
- Ausgabedatum: Das Datum des erstmaligen Verkaufs dieser Briefmarke.
- Auflage: Soweit bekannt, wird hier die zum Verkauf angebotene Anzahl dieser Ausgabe angegeben.
- Entwurf: Soweit bekannt, wird hier angegeben, von wem der Entwurf dieser Marke stammt.
- Mi.-Nr.: Diese Briefmarke wird im Michel-Katalog unter der entsprechenden Nummer gelistet.

| Sondermarken | |                  |                       |             |                                            |               |
| Bild         | Beschreibung | Werte in Pfennig | Ausgabe- datum (1982) | Auflage     | Entwurf                                    | MiNr.         |
|              | 300. Geburtstag von Johann Friedrich Böttger (1682–1719) Porzellantopf um 1715                                                  | 60               | 13. Januar            | 30.650.000  | Günter Jacki                               | 1118          |
|              | Energiesparen stilisierte, isolierte Wand                                                                                       | 60               | 13. Januar            | 32.650.000  | Ernst Jünger                               | 1119          |
|              | Die Bremer Stadtmusikanten Scherenschnitt von Dora Brandenburg-Polster                                                          | 40               | 13. Januar            | 31.300.000  | Elisabeth von Janota-Bzowski               | 1120          |
|              | 150. Todestag von Johann Wolfgang von Goethe (1749–1832) Goethe, Gemälde von Georg Melchior Kraus                               | 60               | 18. Februar           | 31.800.000  | Elisabeth von Janota-Bzowski               | 1121          |
|              | 100 Jahre Entdeckung des Tuberkulose-Erregers Robert Koch, Entdecker des Erregers Mycobacterium tuberculosis                    | 50               | 18. Februar           | 32.000.000  | Marina Langer-Rosa und Helmut Langer       | 1122          |
|              | Für die Jugend, Historische Kraftfahrzeuge - Benz Patent-Motorwagen Nummer 1, 1886                                              | 40+20            | 15. April             | 6.242.000   | Heinz Schillinger                          | 1123          |
|              | - Mercedes-Tourenwagen, 1924 | 50+25            | 15. April             | 6.043.000   | Heinz Schillinger                          | 1124          |
|              | - Hanomag 2/10 PS, genannt Kommissbrot, 1925                                                                                    | 60+30            | 15. April             | 6.200.000   | Heinz Schillinger                          | 1125          |
|              | - Opel Olympia, 1937 | 90+45            | 10. April             | 5.976.000   | Heinz Schillinger                          | 1126          |
|              | Für den Sport - Dauerlauf | 60+30            | 15. April             | 5.920.000   | Hans Buschfeld                             | 1127          |
|              | - Bogenschießen | 90+45            | 15. April             | 5.580.000   | Hans Buschfeld                             | 1128          |
|              | 150. Geburtstag von Wilhelm Busch (1832–1908) Die fromme Helene                                                                 | 50               | 15. April             | 33.450.000  | Paul Froitzheim                            | 1129          |
|              | Europamarken Historische Ereignisse - 150 Jahre Hambacher Fest                                                                  | 50               | 5. Mai                | 102.126.000 | Karl Oskar Blase                           | 1130          |
|              | - 25 Jahre Römische Verträge | 60               | 5. Mai                | 144.436.000 | Karl Oskar Blase                           | 1131          |
|              | 100 Jahre Kieler Woche stilisierte Segelregatta                                                                                 | 60               | 5. Mai                | 30.250.000  | Holger Börnsen                             | 1132          |
|              | 100 Jahre Christlicher Verein Junger Menschen, kurz CVJM Junges Paar                                                            | 50               | 5. Mai                | 32.950.000  | Peter Steiner                              | 1133          |
|              | Verhütung der Verschmutzung des Meeres Markierter Schmutzfleck auf dem Meer                                                     | 120              | 15. Juli              | 21.950.000  | Elke Göttner                               | 1144          |
|              | Kein Alkohol im Straßenverkehr Verbeultes Kraftfahrzeugkennzeichen                                                              | 80               | 15. Juli              | 31.550.000  | Günter Gamroth                             | 1145          |
|              | 25 Jahre Deutsches Aussätzigen-Hilfswerk Arzt mit einem Leprakranken                                                            | 80               | 15. Juli              | 33.850.000  | Fritz Haase                                | 1146          |
|              | 100. Geburtstag von James Franck (1882–1964) und Max Born (1882–1970)                                                           | 80               | 12. August            | 32.400.000  | Karl Hans Walter                           | 1147          |
|              | 100. Todestag von Friedrich Wöhler (1800–1882) Harnstoffmolekül und Formel der Harnstoffsynthese                                | 50               | 12. August            | 31.750.000  | Ernst Jünger                               | 1148          |
|              | 800. Geburtstag von Franz von Assisi (um 1182–1226) Vogelpredigt                                                                | 60               | 12. August            | 34.900.000  | Peter Steiner                              | 1149          |
|              | Wohlfahrtsmarken: Gartenrosen - Teehybride                                                                                      | 50+20            | 14. Oktober           | 18.556.000  | Heinz Schillinger                          | 1150          |
|              | - Floribundarose | 60+30            | 14. Oktober           | 18.325.000  | Heinz Schillinger                          | 1151          |
|              | - Bourbon-Rose | 80+40            | 14. Oktober           | 17.719.000  | Heinz Schillinger                          | 1152          |
|              | - Polyantha-Hybride | 120+60           | 14. Oktober           | 7.143.000   | Heinz Schillinger                          | 1153          |
|              | Tag der Briefmarke - Schreibtisch und Schreibutensilien                                                                         | 80               | 14. Oktober           | 31.750.000  | Gerd Aretz                                 | 1154          |
|              | 400 Jahre Gregorianischer Kalender Zeitgenössische Darstellung durch Johann Rasch                                               | 60               | 14. Oktober           | 31.750.000  | Elisabeth von Janota-Bzowski               | 1155          |
|              | Briefmarkenblock – Grundgedanken der Demokratie: Bundespräsidenten - Theodor Heuss (1884–1963), Bundespräsident von (1949–1959) | 80               | 10. November          | 15.388.000  | Gerd Aretz                                 | Block 18 1156 |
|              | - Heinrich Lübke (1894–1972), Bundespräsident von (1959–1969)                                                                   | 80               | 10. November          | 15.388.000  | Gerd Aretz                                 | 1157          |
|              | - Gustav Heinemann (1899–1976), Bundespräsident von (1969–1974)                                                                 | 80               | 10. November          | 15.388.000  | Gerd Aretz                                 | 1158          |
|              | - Walter Scheel (1919–2016), Bundespräsident von (1974–1979)                                                                    | 80               | 10. November          | 15.388.000  | Gerd Aretz                                 | 1159          |
|              | - Karl Carstens (1914–1992), Bundespräsident von (1979–1984)                                                                    | 80               | 10. November          | 15.388.000  | Gerd Aretz                                 | 1160          |
|              | Weihnachtsmarke - Die Geburt Christi, Holztafel von Meister Bertram von Minden                                                  | 80+40            | 10. November          | 11.166.000  | Bruno K. Wiese                             | 1161          |
| Dauermarken  | |                  |                       |             |                                            |               |
| Bild         | Beschreibung | Werte in Pfennig | Ausgabe- datum (1982) | Auflage     | Entwurf                                    | Mi.-Nr        |
|              | Dauermarkenserie: Industrie und Technik - Farbfernsehkamera                                                                     | 110              | 16. Juni              | 123.000.000 | Reinhold Gerstetter (Idee: Beat Knoblauch) | 1134          |
|              | - Brauanlage | 130              | 16. Juni              | 510.000.000 | Hans Joachim Fuchs (Idee: Beat Knoblauch)  | 1135          |
|              | - Löffelbagger | 190              | 15. Juli              | 198.000.000 | Beat Knoblauch und Paul Beer               | 1136          |
|              | - Flughafen Frankfurt Main | 250              | 15. Juli              | 185.000.000 | Beat Knoblauch und Paul Beer               | 1137          |
|              | - Magnetschwebebahn | 300              | 16. Juni              | 233.000.000 | Egon Falz (Idee: Beat Knoblauch)           | 1138          |
|              | Dauermarkenserie: Burgen und Schlösser - Schloss Lichtenstein                                                                   | 35               | 16. Juni              | unbekannt   | Heinz Schillinger                          | 1139          |
|              | - Schloss Wilhelmsthal | 80               | 16. Juni              | unbekannt   | Heinz Schillinger                          | 1140          |
|              | - Schloss Charlottenburg | 120              | 15. Juli              | unbekannt   | Heinz Schillinger                          | 1141          |
|              | - Schloss Ahrensburg | 280              | 15. Juli              | unbekannt   | Heinz Schillinger                          | 1142          |
|              | - Schloss Herrenhausen | 300              | 16. Juni              | 60.000.000  | Heinz Schillinger                          | 1143          |